# Калган
О городе Калган см. Чжанцзякоу.

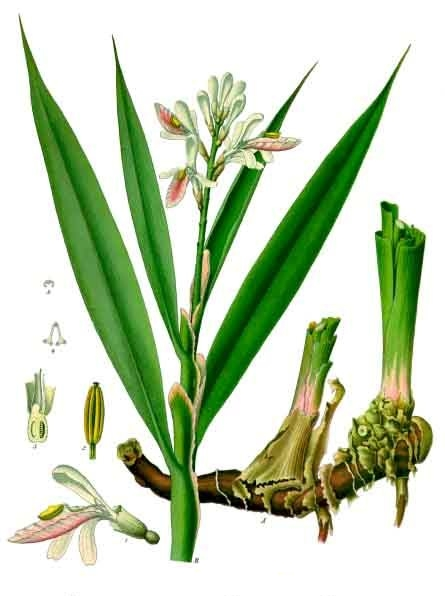
.

Калган (лат. Alpinia) — корень одного из трёх видов многолетних травянистых растений семейства Имбирные (Zingiberaceae):
- Калган лекарственный (Alpinia officinalis L.) (так называемый малый корень),
- Альпиния галанга (Alpinia galanga L.) (большой корень),
- Alpinia chinensis L. (китайский корень).

Родиной калгана считается остров Хайнань (Китай). Выращивается в Южном Китае, в Таиланде, на острове Ява (Индонезия).
Корень калгана очищают от внешней кожицы, режут на прямоугольные куски длиной 5—8 сантиметров и в таком виде сушат.

## Свойства
Хотя калган и имбирь относятся к одному семейству, они не взаимозаменяемы в кулинарии. Калган гораздо ароматнее имбиря. У молодой пряности аромат особенно тонкий и приятный (в то время как у имбиря душноватый). На вкус калган резко пряный, жгучий, горьковатый.
Пряность распространена в виде прямоугольных кусков с твёрдой деревянистой морщинистой поверхностью. Имеет красно-коричневый цвет, который сохраняется и при разрезании корня. По этому признаку легко отличить калган от имбиря.

## Применение
В XVII—XVIII веках калган в Западной Европе носил название «русский корень». Данное название он получил из-за того, что попадал в Европу через Россию из Китая и был широко распространен в русской кухне XVII века. Пряность вводили в состав заварных пряников, медовых и малиновых браг, сбитней и квасов. Калган придавал им непередаваемый своеобразный аромат.
С XIX века в Западной Европе, особенно во Франции, получило распространение галгантовое масло, получаемое из калгана главным образом для применения в ликероводочном производстве. При использовании его совместно с полынью пряность облагораживает её аромат. Применение калгана для других целей чрезвычайно редко.
В китайской кухне калган применяют как заменитель имбиря, но нормы закладки уменьшают на четверть или даже на половину.
Калган широко используется в кухнях стран Юго-Восточной Азии. Так например, калган (галангал) является одним из основных ингредиентов известного тайского острого-кислого супа Том Ям.
Калган является одним из ингредиентов приготовления миро, изготавливаемого в Православной церкви.

## Калган-трава
Часто галгантом или калганом ошибочно называют калган-траву, или калган дикий. Это лекарственное растение не родственник подлинного калгана, хотя иногда применяется как его заменитель. К калган-траве относятся некоторые растения из рода Лапчатка, например лапчатка прямостоячая (Potentilla erecta L.). Корни этих трав используют как заменитель калгана при приготовлении спиртово-водочных настоек или для улучшения вкуса фруктово-ягодных настоек, а также как вяжущее средство и краситель. Лапчатка растёт в лесах России.